# Путеводители Томаса Кука
Путеводители Томаса Кука (англ. Thomas Cook guide books) — торговая марка, принадлежащая Thomas Cook Publishing, Великобритания.
Под этой маркой выпускаются путеводители нескольких серий: Traveller’s, CitySpots, Independent travellers и другие, рассчитанные на различные аудитории, всего несколько тысяч путеводителей по более чем 60 странам.
Особенность бренда Thomas Cook — интеграция путеводителей и туристических услуг, предлагаемых одноименной компанией.
На русском языке путеводители Томаса Кука выпускаются Издательством ФАИР, в настоящее время выпускаются две из семи серий: Travellers (не имеющий специального названия на русском) и CitySpots («Город в Фокусе»). Всего издано порядка 100 наименований, в месяц выходит 4-7 новых путеводителей.